# 登特號驅逐艦 (DD-116)
登特號驅逐艦（舷號DD-116）是一艘美國海軍建造的驅逐艦，為維克斯級驅逐艦的42號艦。她是美軍第一艘以登特為名的軍艦，以紀念美國獨立戰爭時期的海軍軍官約翰·登特。
登特號在1917年於克雷普父子造船廠開始建造，在1918年下水服役，其時第一次世界大戰已即將結束。接著登特號被派往愛爾蘭海域護航商船。戰後登特號留在大西洋執勤，於1922年退役。1930年登特號重返現役，主要用作訓練。太平洋戰爭期間，登特號在1943年改裝為高速運輸艦，並參與瓜島戰役及所羅門群島戰役。戰後登特號在1945年退役除籍，並在1946年出售拆解。
登特號在第二次世界大戰共獲得五枚戰鬥之星。